# Löffelspitze (Bregenzerwaldgebirge)
Die Löffelspitze (auch: Löffelspitz, 1962 m ü. A.) ist ein Berg im Walserkamm, Teil des Bregenzerwaldgebirges, der auf dem Gemeindegebiet von Blons, St. Gerold und Laterns gelegen ist. Das Furkajoch ist etwa 1600 m, das Pfrondhorn etwa 1500 m und die Seraspitz etwa 1300 m Luftlinie entfernt. Auf dem Gipfel befindet sich ein markantes Gipfelkreuz.

## Lage
Die Löffelspitze ist einer der ersten Gipfel des Walserkamms, der sich in gerader Linie von Ost nach West bis in die Stadt Feldkirch zieht und der die südlichste Kette des Bregenzerwaldgebirges ist.
Es ist ein auffallender, ausgeprägter Gipfel. Die Vegetation besteht aus dichtem Gras und einigen Stauden, Erika und Tannen etc.
Nordwestwärts, etwa 200 Meter Luftlinie unter der Löffelspitze, entspringt die Frutz.

## Benachbarte Gipfel und Einkerbungen bzw. Alpen
Im Nordosten, etwa 1300 m Luftlinie entfernt, liegen die Seraspitz (1891 m ü. A.) und das Pfrondhorn (1949 m ü. A.), etwa 1600 m entfernt das Furkajoch (1759 m ü. A.) und etwa 1300 m entfernt das Serajöchle (1855 m ü. A.). Südwest, etwa 1000 m entfernt, findet sich die Mutabellaspitze (1933 m ü. A.).
Ringsum die Löffelspitze liegen verschiedene Alpen.

## Wandern

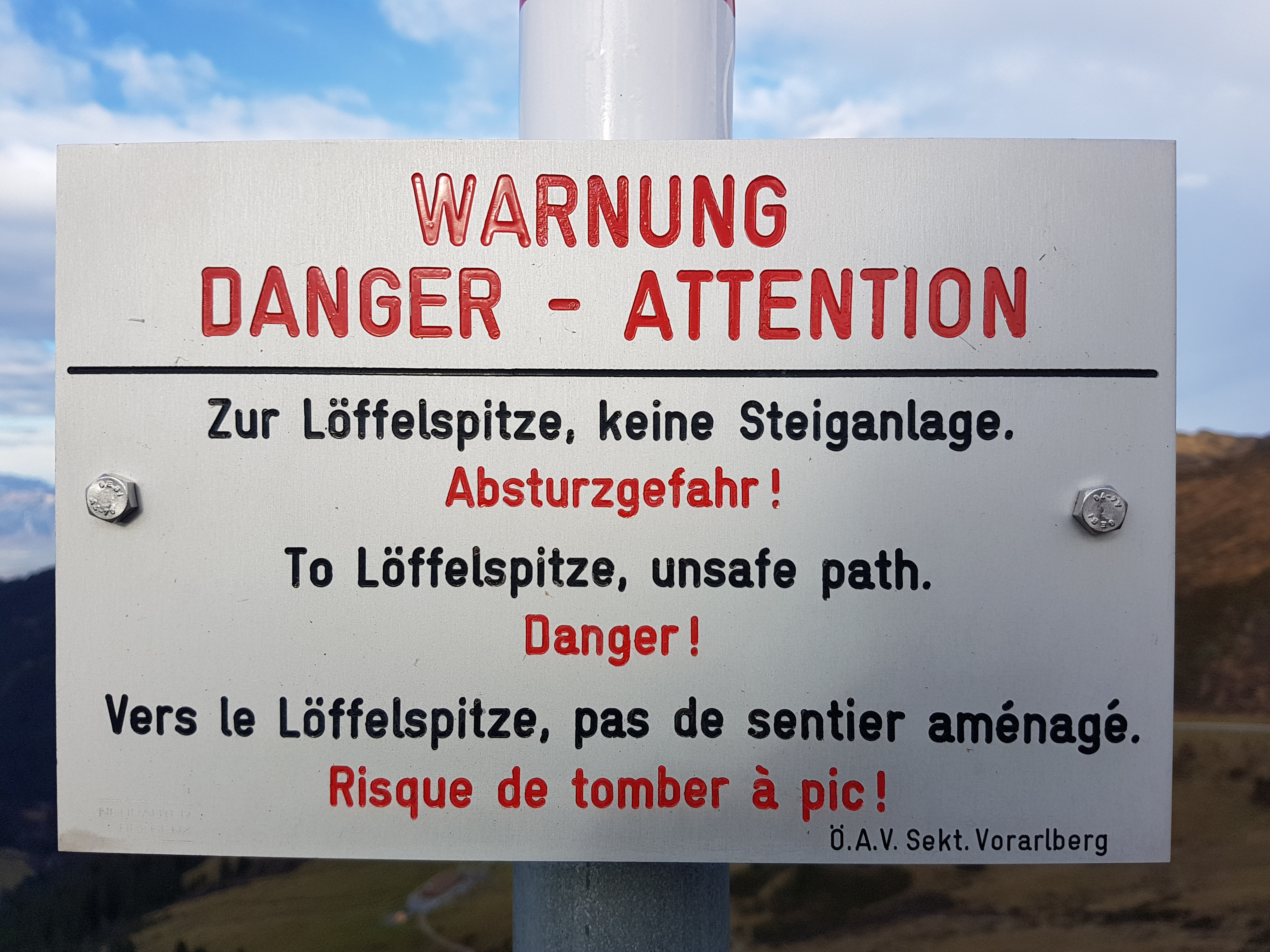
Warnhinweis bezüglich der Begehung der Löffelspitze über den Kamm vom Serajöchle
Der nächstgelegene Wander-Stützpunkt ist die Imbissstube am Furkajoch und die Portlaalpe (nur im Sommer bewirtschaftet). Auch andere umliegende Alpen sind nur im Sommer bewirtschaftet.

Der Berg bedingt Trittsicherheit und Schwindelfreiheit, sehr gutes Schuhwerk.
Der einfachste Weg auf die Löffelspitze führt von Blons über Oberblons und die Sentum Alpe zur Löffelspitze (ca. 3,5 Gehstunden, ca. 800 Hm). Von Blons zur Alpe Sentum führt eine Busverbindung, wodurch die Gehzeit entsprechend verkürzt werden kann. Ein weiterer Weg führt von St. Gerold (Gasthaus Kreuz) zum Plankenberg auf das Salum Maisäß und zur Plansott Alpe, Schäfisalpe zur Sentum Alpe und dann zur Löffelspitze (ca. 4–5 Gehstunden, etwa 1000 Hm).
Der kürzeste, ausgesetztere Weg (ca. 1 Stunde, rund 200 Hm) mit Absturzgefahr im letzten Teil des Weges beginnt am Furkajoch (siehe Warnhinweise am Serjöchle und nochmals auf dem Kamm selbst). Bei Begehung des Weges über den Kamm vom Furkajoch über das Serajöchle muss teilweise über Felsen gekraxelt werden, da nicht durchgehend ein Wanderweg vorhanden ist. Links und rechts des Weges fällt der Kamm teilweise sehr steil ab. Die Begehung dieses Weges ist im Regelfall ausschließlich bei guter Witterung und nicht mit kleinen Kindern möglich.

## Karten
- Kompass Karte 1:50.000, Blatt 2 Bregenzerwald – Westallgäu